# Greenbush
Greenbush é uma cidade localizada no estado americano de Minnesota, no Condado de Roseau.

## Demografia
Segundo o censo americano de 2000, a sua população era de 784 habitantes.
Em 2006, foi estimada uma população de 754, um decréscimo de 30 (-3.8%).

## Geografia
De acordo com o United States Census Bureau tem uma área de
3,8 km², dos quais 3,8 km² cobertos por terra e 0,0 km² cobertos por água. Greenbush localiza-se a aproximadamente 328 m acima do nível do mar.

## Localidades na vizinhança
O diagrama seguinte representa as localidades num raio de 32 km ao redor de Greenbush.